# Kumbang Indah
Kumbang Indah is een bestuurslaag in het regentschap Aceh Tenggara van de provincie Atjeh, Indonesië. Kumbang Indah telt 1457 inwoners (volkstelling 2010).